# 韋明傑
韋明傑（？—？），字叔萬，号青霞，浙江湖州府乌程县民籍长兴县人。

## 生平
萬曆三十七年（1609年）己酉科浙江乡试举人，崇祯元年（1628年）戊辰科進士，授江西萬載縣知县，值增饷加派，民不堪命，申请少派。又纂修县志，捐俸重修文庙、城隍庙、凤真阁等。著有《吁天四议》、《康乐民隐》、《听雨斋集》。

## 家族
子韦全祉，字元介。弟韦全佑，字次申，牵连康熙元年庄廷鑨《明史》案，都被处死。